# Margherita/Primavera
Margherita/Primavera è un singolo discografico del 1976 di Riccardo Cocciante.

## Tracce
LATO A
1. Margherita – 4:31 (testo: Marco Luberti – musica: Riccardo Cocciante)

LATO B
1. Primavera – 4:58 (Marco Luberti e Riccardo Cocciante)

## Descrizione
Il disco, uscito su etichetta RCA Italiana e prodotto da Marco Luberti, rimase per dieci settimane di fila (da settembre a novembre) in testa alle classifiche in Italia e il brano del Lato A, Margherita, costituisce uno degli evergreen del cantautore italo-francese.

### Margherita
È un brano scritto e composto da Marco Luberti e Riccardo Cocciante (Il portale Siae li riporta infatti entrambi sia alla voce autore sia a quella compositore). Del brano sono state incise dallo stesso Cocciante anche una versione in francese (intitolata Marguerite) e una versione in spagnolo (intitolata Margarita e pubblicata anche su singolo). Il brano partecipò anche a Un disco per l'estate 1976. Nel 2020 partecipa al concorso radiofonico I Love My Radio, a cui hanno preso parte in totale 45 canzoni.

Il testo del brano maturò nella mente dell'autore del testo, Marco Luberti, dopo che insieme a Cocciante si accorse che, in conclusione dei lavori, erano le 2 di notte, a una delle partiture composte da Cocciante per l'album Concerto per Margherita mancava appunto ancora il testo. Nel sonno, Luberti sognò quindi l'incipit del brano, ovvero "Io non posso stare fermo con le mani nelle mani" e alle 4 di notte lo comunicò per telefono a Cocciante. In seguito, il paroliere redasse quasi di getto il resto del testo.
(Margherita (1976))
Si tratta di una canzone d'amore: il protagonista riesce a conquistare il cuore di una ragazza di nome Margherita, che definisce "la sua pazzia" e di cui descrive i pregi. Dal punto di vista musicale, il brano si caratterizza per un crescendo melodico che esalta le doti vocali di Riccardo Cocciante.

#### Cover
Tra gli artisti che hanno inciso o eseguito pubblicamente una cover del brano, figurano (in ordine alfabetico):
- Roberto Acacci
- Al Bano (nell'album Fratelli d'Italia del 2012)
- Antonio & Marcello
- Cor Bakker (versione strumentale)
- Mario Barravecchia (2010)
- Matteo Becucci con Riccardo Cocciante
- Marcella Bella
- Marco Borsato (1995; versione in olandese con testo scritto da Leo Driessen e Han Kooreneef[4])
- Renato Bruson (1990)
- Dante Delzanno
- Johnny Dorelli e l'orchestra di Augusto Martelli (1997)
- Mario Frangoulis (2008)
- Tiziano Ferro (2020)
- Severino Gazzelloni (versione strumentale)
- I Macedonia
- Lanfranco Malaguti (versione strumentale)
- Fiorella Mannoia (nella trasmissione Premiatissima[3])
- Mina (1978; esecuzione dal vivo nella trasmissione Gran Varietà[3])
- Gianni Oddi
- Pandemonium
- Mino Reitano
- Daniela Tiberia
- Tukano

## Classifiche
| Classifica | Posizione massima | Nr. di settimane | 76 | Italia | 1 |  |